# Rylstone (Australia)
Rylstone – miasto w Australii, w stanie Nowa Południowa Walia.